# 셔터 거리

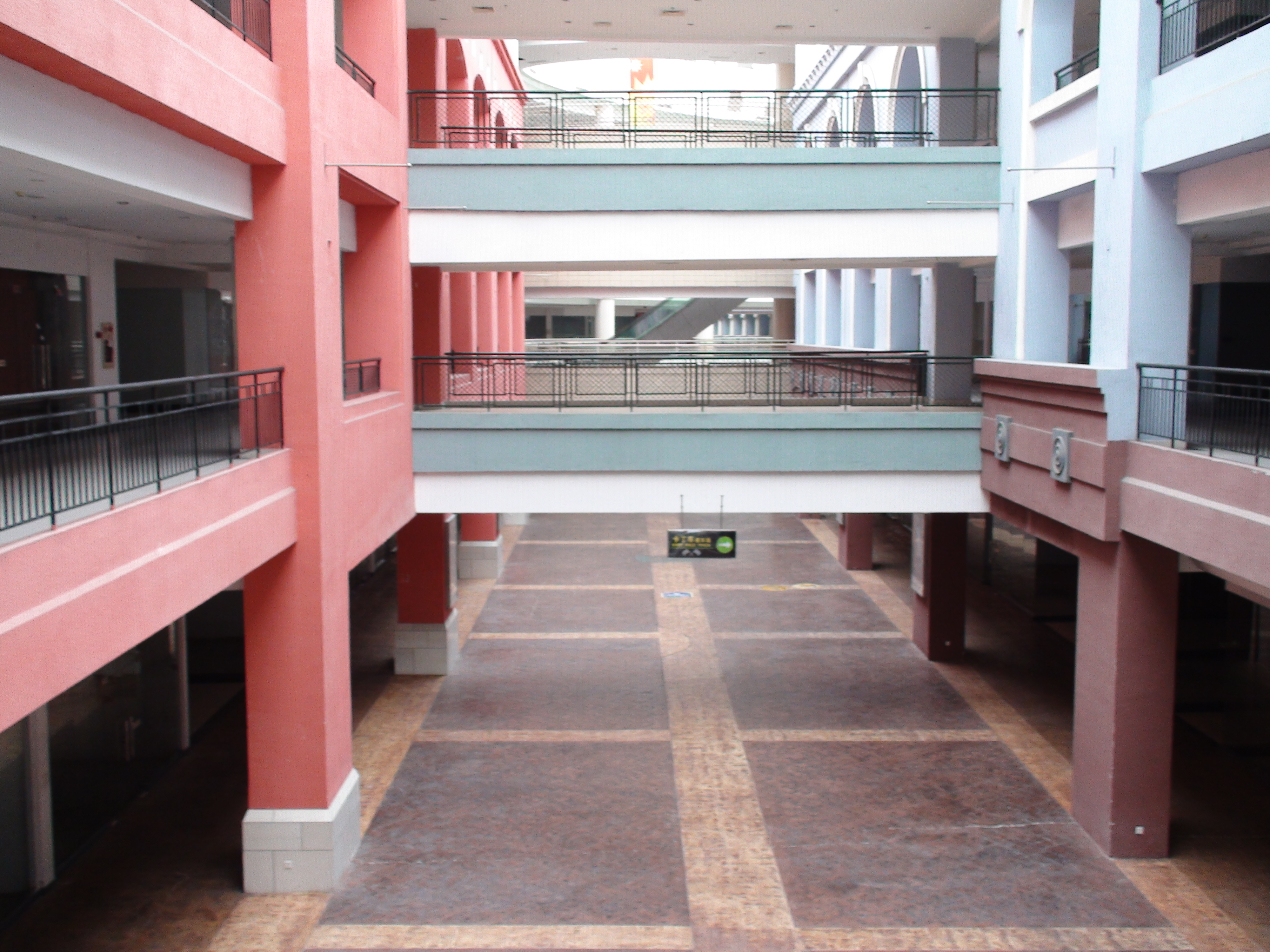

셔터 거리(シャッター通り)는 일본에서 상점과 사무실이 폐점 및 폐쇄하고 셔터를 많이 내린, 퇴색한 상점가와 거리를 가리키는 말이다. 중심 시가지의 공동화 현상을 나타내는 단어로, 1980년대 후반 무렵부터 급격히 늘어 도시 문제로 주목 받고 있다.

## 같이 보기
- 식품 사막